# Prix de l'État autrichien pour la littérature européenne
Le prix de l'État autrichien pour la littérature européenne est un prix international décerné par la République d'Autriche. Ce prix fut d'abord attribué par le ministère de l'Éducation sous le nom de prix Nikolaus Lenau et porte son nom depuis 1965. Il est décerné chaque année à un écrivain européen. En 1969, 1979 et 1985, il n'y a pas d'attribution. La récompense est actuellement de 25 000 euros.

## Lauréats
- 1965 : Zbigniew Herbert (Pologne)
- 1966 : W. H. Auden (Royaume-Uni/États-Unis)
- 1967 : Vasko Popa (Serbie)
- 1968 : Václav Havel (Tchécoslovaquie)
- 1969 : non attribué
- 1970 : Sławomir Mrożek (Pologne)
- 1971 : Eugène Ionesco (Roumanie/France)
- 1972 : Peter Huchel (Allemagne)
- 1973 : Harold Pinter (Royaume-Uni)
- 1974 : Sándor Weöres (Hongrie)
- 1975 : Pavel Kohout (Tchécoslovaquie)
- 1976 : Italo Calvino (Italie)
- 1977 : Fulvio Tomizza (Italie)
- 1978 : Simone de Beauvoir (France)
- 1979 : non attribué
- 1980 : Sarah Kirsch (Allemagne)
- 1981 : Doris Lessing (Royaume-Uni)
- 1982 : Tadeusz Różewicz (Pologne)
- 1983 : Friedrich Dürrenmatt (Suisse)
- 1984 : Christa Wolf (Allemagne)
- 1985 : non attribué
- 1986 : Stanisław Lem (Pologne), Giorgio Manganelli (Italie)
- 1987 : Milan Kundera (Tchécoslovaquie)
- 1988 : Andrzej Szczypiorski (Pologne)
- 1989 : Marguerite Duras (France)
- 1990 : Helmut Heißenbüttel (Allemagne)
- 1991 : Péter Nádas (Hongrie)
- 1992 : Salman Rushdie (Inde/Royaume-Uni)
- 1993 : Tchinguiz Aïtmatov (Kirghizistan)
- 1994 : Inger Christensen (Danemark)
- 1995 : Ilse Aichinger (Autriche)
- 1996 : Aleksandar Tišma (Serbie)
- 1997 : Jürg Laederach (Suisse)
- 1998 : Antonio Tabucchi (Italie)
- 1999 : Dubravka Ugrešić (Croatie)
- 2000 : António Lobo Antunes (Portugal)
- 2001 : Umberto Eco (Italie)
- 2002 : Christoph Hein (Allemagne)
- 2003 : Cees Nooteboom (Pays-Bas)
- 2004 : Julian Barnes (Royaume-Uni)
- 2005 : Claudio Magris (Italie)
- 2006 : Jorge Semprún (Espagne)
- 2007 : A. L. Kennedy (Royaume-Uni)
- 2008 : Ágota Kristóf (Suisse)
- 2009 : Per Olov Enquist (Suède)
- 2010 : Paul Nizon (Suisse)
- 2011 : Javier Marías (Espagne)
- 2012 : Patrick Modiano (France)
- 2013 : John Banville  (Irlande)
- 2014 : Lioudmila Oulitskaïa  (Russie)
- 2015 : Mircea Cărtărescu (Roumanie)
- 2016 : Andrzej Stasiuk (Pologne)
- 2017 : Karl Ove Knausgård (Norvège)
- 2018 : Zadie Smith (Royaume-Uni)
- 2019 : Michel Houellebecq (France)
- 2020 : Drago Jancar (Slovénie)
- 2021 : László Krasznahorkai (Hongrie)
- 2022 : Ali Smith (Royaume-Uni)
- 2023 : Marie NDiaye (France)
- 2024 : Joanna Bator (Pologne)
- 2025 : Serhiy Jadan (Ukraine)[1]

## Source, notes et références
1. ↑  (de) « Serhij Zhadan erhält den Österreichischen Staatspreis für Europäische Literatur 2025 », ministère de l'Habitat, de la Culture, des Arts, des Sports et du Sport, 1er juillet 2025.

- (de) Cet article est partiellement ou en totalité issu de l’article de Wikipédia en allemand intitulé « Österreichischer Staatspreis für Europäische Literatur » (voir la liste des auteurs).